# 调味乳
调味乳（英文：Flavored milk）又稱风味乳，是由牛\羊\复原乳、糖、调味剂或食用色素制成的乳制品，拥有多种风味，或伴有多种颜色。

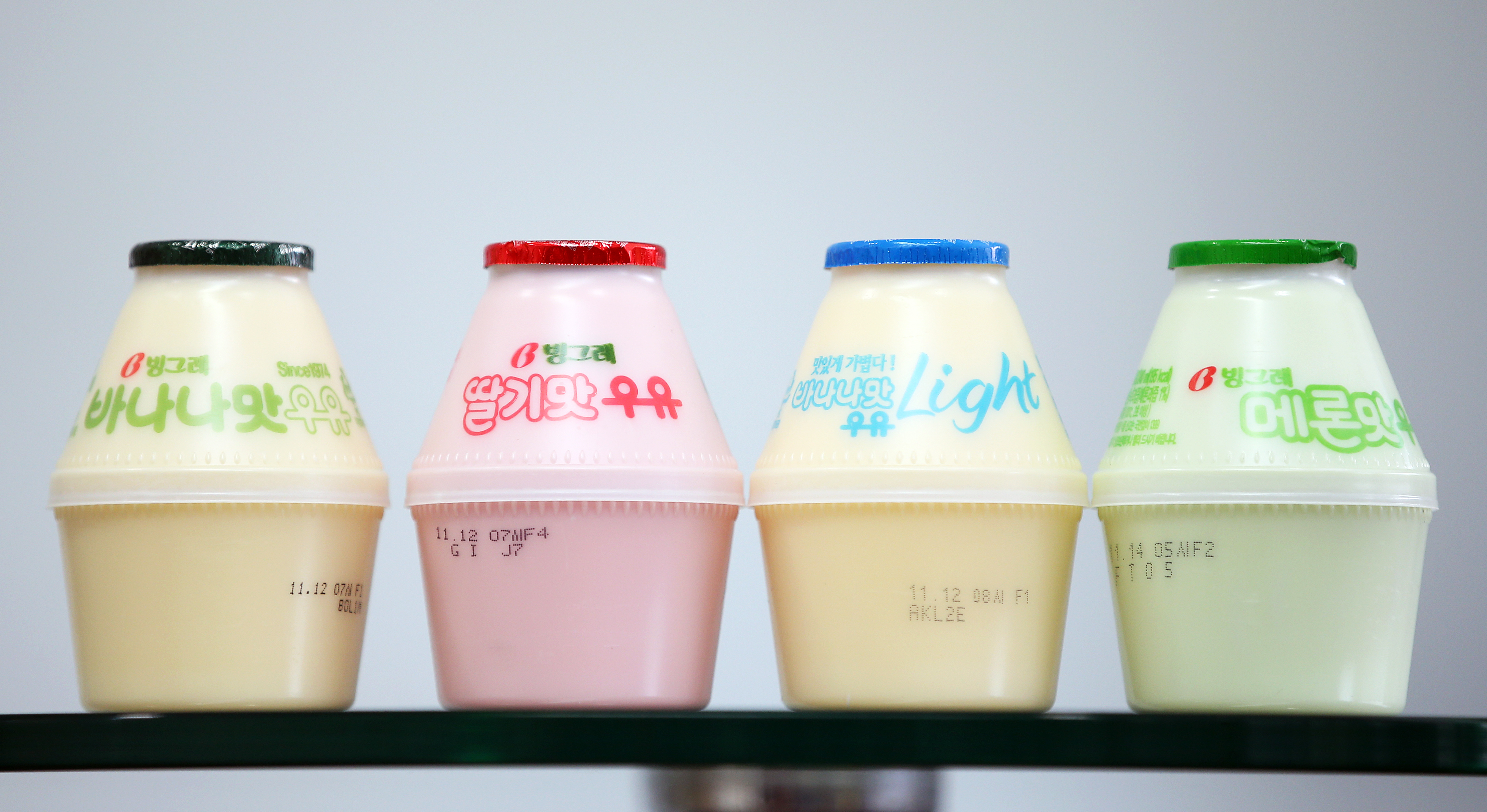
四种不同风味的调味乳

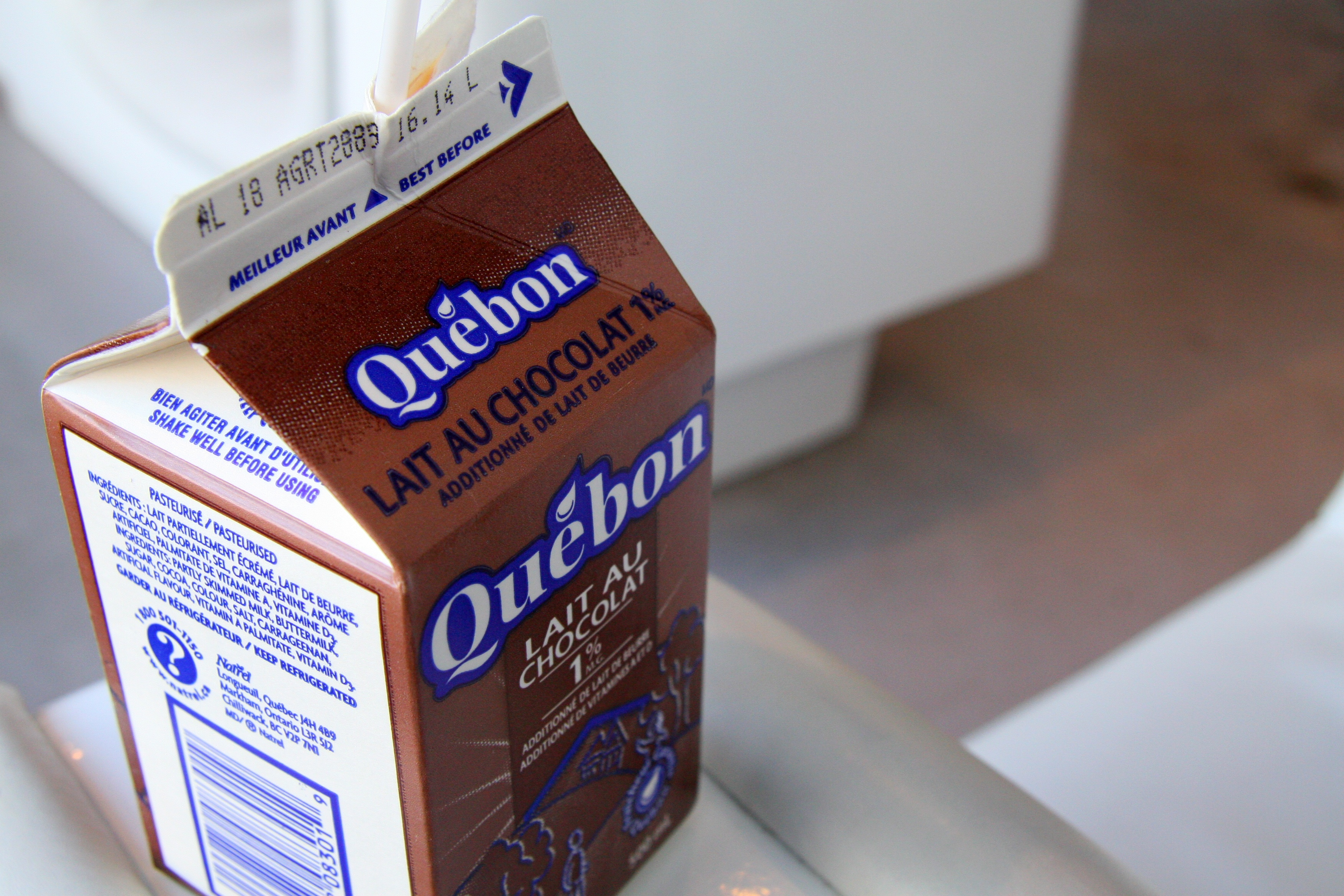
一盒巧克力味的调味乳

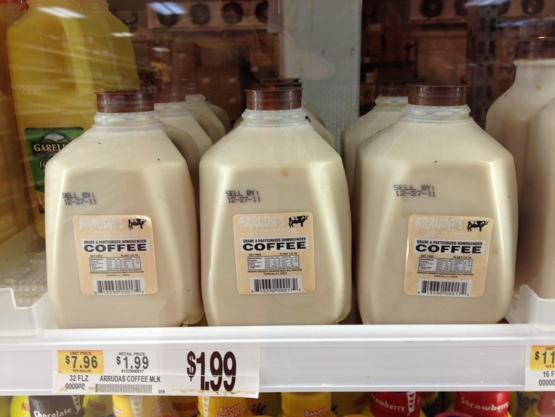
咖啡调味乳

## 批评
2018年，根據对90多种流行的冷冻调味乳的分析显示，一盒调味乳的含糖量与一罐软饮料一样多，许多畅销品牌的单份含糖量超过了一天的建议摄入量。

## 引用
1. ↑  . IDFA.   [2022-04-25] （英语）.[]
2. ↑  . web.archive.org. 2022-01-30  [2022-04-25]. 原始内容存档于2022-01-30.